# Sam Elliott
Sam Elliott (Sacramento, Califòrnia, 9 d'agost de 1944) és un actor estatunidenc de cinema, teatre i televisió estatunidenc. La seva filmografia inclou títols com Butch Cassidy and the Sundance Kid (1969), Mask (1985), Bellesa mortal (1987), Fins al límit (1991), Tombstone (1993), El gran Lebowski (1998), Terra de cowboys (1998), We Were Soldiers (2002), Hulk (2003), Gràcies per fumar (2003), The Alibi (2006) i Up in the Air (2009). Està casat amb l'actriu Katharine Ross, amb qui té una filla, Cleo Rose Elliott, nascuda el 1984.

## Carrera professional
Va iniciar la seva carrera professional debutant el 1968, en la sèrie policíaca de televisió Felony Squad. L'any següent va debutar en la pantalla gran en un paper secundari en el film Butch Cassidy and the Sundance Kid de George Roy Hill. Altres pel·lícules destacades són Lifeguard (1976), Tombstone (1993), Gettysburg, The Desperate Trail (1994) i The Big Lebowski (1998).
La seva participació en nombroses sèries, telefimes i miniseries de televisió s'ha estès des de la dècada de 1970 fins a l'actualitat, entre elles a The Ranch.
En la dècada de 2000 va participar en els films Fail Safe (2000) (TV), The Contender (2000), Pretty When You Cry (2001), We were soldiers (2002), Hulk (2003), Off the Map (2003), Gràcies per fumar (Thank You for Smoking) (2005), The Alibi, La coartada (2006), El venjador (TV) (2006), Ghost Rider (2007), La brúixola daurada (2007), Did You Hear About the Morgans? (2009) i Up in the air (2009).

## Filmografia

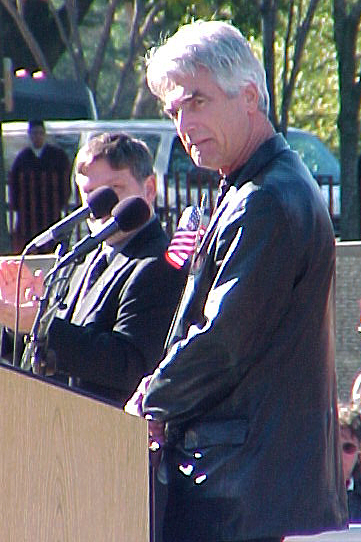
Sam Elliott l'any 2001.

| Any       | Títol                                                           | Paper                                        | Notes | Ref.   |
| --------- | --------------------------------------------------------------- | -------------------------------------------- | --- | ------ |
| 1967      | El camí de l'oest (The Way West)                                | Vilatà de Missouri                           | No apareix als títols de crèdit |        |
| 1969      | Butch Cassidy and the Sundance Kid                              | Jugador de cartes nº2                        | | [ 5 ]  |
| 1970      | The Games                                                       | Richie Robinson                              | | [ 6 ]  |
| 1970-1971 | Mission: Impossible                                             | Dr. Douglas Robert (Lang)                    | sèrie de televisió; 13 episodis | [ 7 ]  |
| 1972      | Granotes (Frogs)                                                | Pickett Smith                                | | [ 6 ]  |
| 1972      | Molly and Lawless John                                          | Johnny Lawler                                | | [ 6 ]  |
| 1976      | Lifeguard                                                       | Rick Carlson                                 | | [ 6 ]  |
| 1978      | El llegat                                                       | Pete Danner                                  | | [ 6 ]  |
| 1985      | Mask                                                            | Gar                                          | | [ 6 ]  |
| 1986      | The Blue Lightning                                              | Harry Wingate                                | |        |
| 1987      | Bellesa mortal (Fatal Beauty)                                   | Mike Marshak                                 | | [ 6 ]  |
| 1988      | Shakedown                                                       | Richie Marks                                 | | [ 6 ]  |
| 1989      | Road House                                                      | Wade Garrett                                 | | [ 6 ]  |
| 1989      | Prancer                                                         | John Riggs                                   | | [ 6 ]  |
| 1990      | Sibling Rivalry                                                 | Charles Turner Jr.                           | | [ 6 ]  |
| 1991      | The Doors                                                       | Todd                                         | | [ 6 ]  |
| 1991      | Fins al límit (Rush)                                            | Larry Dodd                                   | | [ 6 ]  |
| 1993      | Tombstone                                                       | Virgil Earp                                  | | [ 6 ]  |
| 1993      | Gettysburg                                                      | Brigadier General John Buford                | | [ 6 ]  |
| 1995      | The Final Cut                                                   | John Pierce                                  | | [ 5 ]  |
| 1996      | Dog Watch                                                       | Charlie Falon                                | | [ 5 ]  |
| 1996      | Adventures of Mowgli (Adventures of Mowgli)                     | Kaa                                          | veu | [ 5 ]  |
| 1998      | El gran Lebowski (The Big Lebowski)                             | The Stranger                                 | | [ 5 ]  |
| 1998      | Terra de cowboys (The Hi-Lo Country)                            | Jim Ed Love                                  | | [ 5 ]  |
| 2000      | The Contender                                                   | Kermit Newman                                | | [ 5 ]  |
| 2002      | Quan érem soldats (We Were Soldiers)                            | Sergent Major Basil L. Plumley               | | [ 6 ]  |
| 2003      | Hulk                                                            | General Thaddeus Ross                        | | [ 6 ]  |
| 2003      | Off the Map                                                     | Charley Groden                               | | [ 6 ]  |
| 2005      | Thank You for Smoking                                           | Lorne Lutch                                  | | [ 6 ]  |
| 2006      | Barnyard                                                        | Ben (veu)                                    | També va cantar "Won't Back Down" | [ 6 ]  |
| 2006      | The Alibi                                                       | The Mormon                                   | | [ 6 ]  |
| 2006      | Diamant de sang (Blood Diamond)                                 | Dave                                         | | [ 6 ]  |
| 2007      | Ghost Rider                                                     | The Caretaker / Carter Slade / Phantom Rider | | [ 6 ]  |
| 2007      | The Golden Compass                                              | Lee Scoresby                                 | | [ 6 ]  |
| 2009      | Què se n'ha fet, dels Morgan? (Did You Hear About the Morgans?) | Clay Wheeler                                 | | [ 6 ]  |
| 2009      | Up in the Air                                                   | Maynard Finch                                | Premi COFCA a Millor Secundari(2nd place) Nominat—Premi de la Crítica a Millor Secundari Nominat—Premi WAFCA a Millor Secundari Nominat—Premi DFCS a Millor Secundari | [ 6 ]  |
| 2010      | Marmaduke                                                       | Chupadogra (veu)                             | | [ 5 ]  |
| 2011      | The Big Bang                                                    | Simon Kestral                                | |        |
| 2012      | The Company You Keep                                            | Mac McLeod                                   | | [ 6 ]  |
| 2014      | Draft Day                                                       | Coach Moore                                  | | [ 6 ]  |
| 2015      | I'll See You in My Dreams                                       | Bill                                         | |        |
| 2015      | Grandma                                                         | Karl                                         | Nominat—Premi de la Chicago Film Critics Association al millor actor secundari | [ 5 ]  |
| 2015      | El viatge d'Arlo (The Good Dinosaur)                            | Butch (veu)                                  | | [ 5 ]  |
| 2017      | Rock Dog                                                        | Fleetwood Yak (veu)                          | | [ 5 ]  |
| 2017      | The Hero                                                        | Lee Hayden                                   | |        |
| 2018      | The Man Who Killed Hitler and Then the Bigfoot                  | Calvin Barr                                  | | [ 8 ]  |
| 2018      | A Star Is Born                                                  | Bobby Maine                                  | Premi del Consell Nacional de Crítics a Millor Actor Secundari Nominat—Premi AACTA Internacional a Millor Actor Secundari Nominat—Oscar al millor actor secundari Nominat—Premi de la Tria dels Crítics a Millor Actor Secundari Nominat—Premi de l'Associació de Crítics de Detroit a Millor Actor Secundari Nominat—Premi de l'Associació de Crítics de San Diego a Millor Actor Secundari Nominat—Premis Satèl·lit a Millor Actor Secundari en Pel·lícula Nominat—Gremi d'Actors per una Increïble Actuació d'un Secundari Nominat—Premi dels Crítics de l'Àrea de Washington D.C. a Millor Actor Secundari | [ 9 ]  |
| 2019      | Lady and the Tramp                                              | Trusty (veu)                                 | Post-producció | [ 10 ] |

## Premis
Elliott ha estat nominat als següents premis:
- 1992: Globus d'Or al millor actor minisèrie o telefilm per Conagher
- 1995: Primetime Emmy al millor actor en minisèrie o especial per Buffalo Girls
- 1996: Globus d'Or al millor actor secundari en sèrie, minisèrie o telefilm per Buffalo Girls
- 2013: Primetime Emmy al millor actor doblador per Robot Chicken

Ha estat guardonat amb el premi Alan J. Pakula Award 2001 (compartit), per la seva participació en The Contender.
També ha estat guardonat amb el premi Bronze Wrangler el: 
- 1992 per Conagher(TV) (com a guionista, actor i productor executiu)
- 1999 per The Hi-Lo Country (compartit)
- 2000 per You Know My Name (TV)